# 雷蒂熱灣

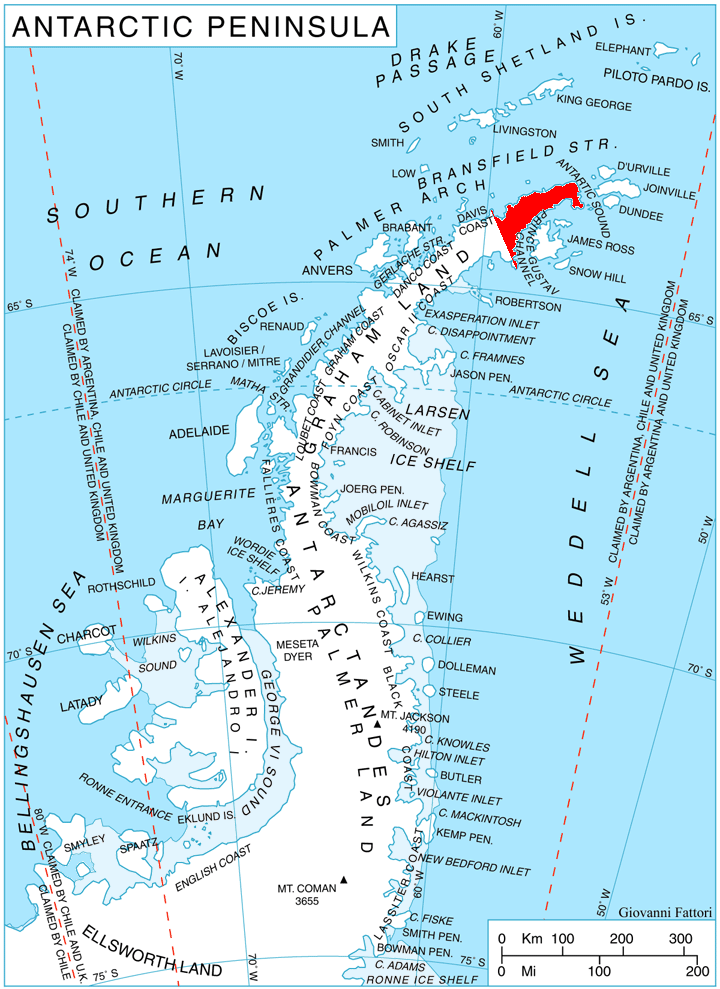

63°28′10″S 57°25′30″W / 63.46944°S 57.42500°W
雷蒂熱灣（英語：Retizhe Cove），是南極洲的海灣，位於帕默群島的特里尼蒂半島南岸，長6.2公里、寬5.8公里，入口處在博伊爾角和加爾萬角之間，現時由南極條約體系管理。